# Conon (évêque de Sion)
Pour les articles homonymes, voir Conon.
Conon (Cono) est évêque de Sion, en Valais, de la fin du XIIe siècle. Il pourrait avoir appartenu à la famille des seigneurs de(s) Mont(s).

## Biographie

### Origine
Les origines de Conon ne sont pas précisément connues. L'archiviste Maxime Reymond (1893) considère qu'il peut être le « frère de Louis, sire de Mont, neveu de l'évêque Landri de Durnes et oncle de Landri de Mont, qui fut à son tour évêque de Sion en 1206 ». 

### Épiscopat
La date du début de l'épiscopat de Conon reste inconnue. La liste épiscopale, publiée par le Dictionnaire historique de la Suisse, le fait débuter vers 1179-1181. Il semble avoir été élu par le chapitre  Guillaume de Blonay, élu, mais non consacré.
Dans un contexte de tension avec la maison de Savoie pour le contrôle du Valais, il signe (Cononem episcopum Sedunensem) un traité de paix en 1179 avec Humbert III, comte de Savoie,.
Il assiste comme évêque de Sion au Troisième concile du Latran, au mois de mars 1179.